# شعراء نجد المعاصرون (كتاب)
شعراء نجد المعاصرون كتاب نقدي يؤرخ فيه الشاعر والناقد السعودي عبد الله بن إديس للشعر في منطقة نجد بعد قيام المملكة العربية السعودية، وصدرت الطبعة الأولى منه عام 1960م (1380هـ).
وبدأ ابن إدريس في إعداد كتابه عام 1958م (1378هـ) بعد اطلاعه على كتب تتحدث عن الأدب في الحجاز مثل «شعراء الحجاز» في العصر الحديث لعبد السلام طاهر الساسي، و«قصة الأدب في الحجاز» لعبد الله عبد الجبار.

## محتوى الكتاب
استهل المؤلف الكتاب بمقدمة عن مكانة نجد في الشعر العربي القديم عدة قرون، ثم تحدث عن فكرة الكتاب، والسبب الذي دعاه إلى تأليفه، وهو أن الشعر المعاصر في نجد مجهول لدى أدباء العالم العربي ومثقفيه فلا يعرفون عنه إلا قليلاً لا يصور حياة الشعر في نجد.
قسّم الكتاب إلى قسمين:
القسم الأول هو قسم الدراسة، وتحدث فيه المؤلف عن الشعر: نشأته وتطوره، ثم قدّم لمحة عن مركز نجد في الشعر في العصور الأولى، وذكر أن نجداً احتضنت كبار الشعراء في الجاهلية والإسلام والعصر الأموي، وهي العصور الزاهية للاستشهاد اللغوي والنحوي بالشعر، وكانت نجد أيضاً ميداناً لأيام العرب التي كان تأثيرها في الشعر كبيراً مأثوراً، وذكر عوامل تطور الشعر المعاصر في نجد. وصنف شعراء نجد المعاصرين بحسب المذاهب الشعرية التي ظهرت مثل: الكلاسيكية، والرومانتيكية، والواقعية، وأصدر أول تصنيف لشعراء نجد المعاصرين الذين قدم نبذة عن حياتهم، ثم درس شعرهم وفق هذه المذاهب.
أما القسم الثاني فتضمن تراجم ثلاثة وعشرون شاعراً، ودراسة موجزة لشعرهم، ومختارات منه، استهله بالشاعر محمد بن عبد الله بن عثيمين، فخالد الفرج، فالأمير عبد الله الفيصل، فناصر أبو حيمد، وتتابعت سلسلة الشعراء محمد الفهد العيسى، ومحمد السليمان الشبل، وعبد الرحمن المحمد المنصور، ومحمد العامر الرميح، وسعد البواردي، وعبد الكريم الجهيمان، وصالح الأحمد العثيمين، وعبد الله الصالح العثيمين، وحمد الحجي، وإبراهيم المحمد الدامغ، وعثمان بن سيار، وسعد بن إبراهيم أبو معطي، وعبد الله بن إبراهيم الجلهم، وعبد الرحمن بن عبد الكريم العبيد، ومحمد المسيطير، وعبد الله القرعاوي، وعبد الله المحمد السناني، وإبراهيم العواجي، وعبد الله بن إدريس.

## قيمة الكتاب
تكمن قيمة كتاب شعراء نجد المعاصرون في اهتمامه بتجارب الشعراء في "رقعة جغرافية معينة كانت شبه مهملة ثقافيا لانعدام تواجد إصدارات صحفية فيها تهتم بالحركة الأدبية والإبداعية باستثناء (جريدة اليمامة الأسبوعية للشيخ حمد الجاسر ومجلة الجزيرة الشهرية للشيخ عبد الله بن خميس.. وجريدة القصيم..) وكانت المقالة الاجتماعية الجانحة إلى السياسة هي المادة الأغلب بالاهتمام إلا بالجزيرة التي كانت تعنى بالأدب إلى حد كبير وفق مدرسة محافظة كلاسيكية متماشية مع توجه المسؤول عنها الذي لم يهادن حركة التجديد الأدبي والتحديث". كذلك فالكتاب كان انطلاقة نحو تأسيس تاريخ أدبي معاصر وفق منهج حديث" وتوالت بعده دراسات وظل علامة فارقة في مسيرة الأدب في وسط السعودية.